# Uapou
Uapou là một chi nhện trong họ Linyphiidae.